# Menepetalum
Menepetalum es un género de plantas con flores con seis especies pertenecientes a la familia Celastraceae.

## Taxonomía
El género fue descrito por Ludwig Eduard Theodor Loesener y publicado en Botanische Jahrbücher für Systematik, Pflanzengeschichte und Pflanzengeographie 39: 163. 1906. La especie tipo es: Menepetalum cassinoides Loes.	

## Especies seleccionadas
- Menepetalum balansae Loes.
- Menepetalum cassinoides Loes.
- Menepetalum cathoides Loes.
- Menepetalum pachystimoides Loes.
- Menepetalum salicifolium Loes.
- Menepetalum schlechteri Loes.